# Ла Хара
«Ла Хара» (англ. La Hara) — абстрактная картина американского художника Жана-Мишеля Баския, написанная в 1981 году. В мае 2017 года эта работа с изображением скелетообразного полицейского была продана на аукционе «Кристис» за 35 миллионов долларов.

## История
Жан-Мишель Баския написал «Ла Хару» в 1981 году, в переломное для себя время, когда из уличного художника он превратился в сенсацию в мире искусства. Тогда он начал работать в подвале галереи Аннины Носей в нью-йоркском районе Сохо, где он и закончил «Ла Хару». Ранние работы Баския этого периода относятся к наиболее ценным в его наследии.

## Анализ
«Ла Хара» — одна из немногих работ Баския с изображением белых людей. Грозная белая скелетообразная фигура в фуражке написана на красном фоне. Характерно использование ярких цветов и изображением графиков в различных местах картины. В её левой части несколько раз написано слово «LA HARA», которое на нуйориканском сленге (сленге нью-йоркских пуэрториканцев, сам Баския имел пуэрто-риканское происхождение) означает «полицейский». В этом прозвище обыгрывается ирландская фамилия О’Хара, которая, как считалось, была распространена среди полицейских Нью-Йорка в 1940-х и 1950-х годах. Нижняя часть картины выполнена в серых красках с изображением стальных решёток тюремной камеры.

## Провенанс
Картина была впервые выставлена на аукционе в 1989 году, когда она была продана на «Сотбис» за 341 000 долларов. Позднее она была приобретена в частном порядке американским бизнесменом и коллекционером произведений искусства Стивом Коэном. В мае 2017 года «Ла Хара» была продана на аукционе произведений послевоенного и современного искусства «Кристис» за 35 миллионов долларов, превысив предпродажную оценку в 28 миллионов долларов.